# Mesoprionus zarudnii
Mesoprionus zarudnii es una especie de escarabajo longicornio del género Mesoprionus, categorizada en la tribu Prionini, de la subfamilia Prioninae. Fue descrita por Semenov en 1933.
El período de actividad en ejemplares adultos se presenta regularmente entre julio y agosto. Existe un ejemplar de la especie en el museo de Historia Natural de Viena.

## Descripción
Mide 30-60 mm de longitud.

## Distribución
Se distribuye por Asia: Rusia y Tayikistán.